# Liste der Baudenkmäler in Scheidegg
Auf dieser Seite sind die Baudenkmäler in dem schwäbischen Markt Scheidegg zusammengestellt. Diese Tabelle ist eine Teilliste der Liste der Baudenkmäler in Bayern. Grundlage ist die Bayerische Denkmalliste, die auf Basis des Bayerischen Denkmalschutzgesetzes vom 1. Oktober 1973 erstmals erstellt wurde und seither durch das Bayerische Landesamt für Denkmalpflege geführt wird. Die folgenden Angaben ersetzen nicht die rechtsverbindliche Auskunft der Denkmalschutzbehörde.

## Ensembles

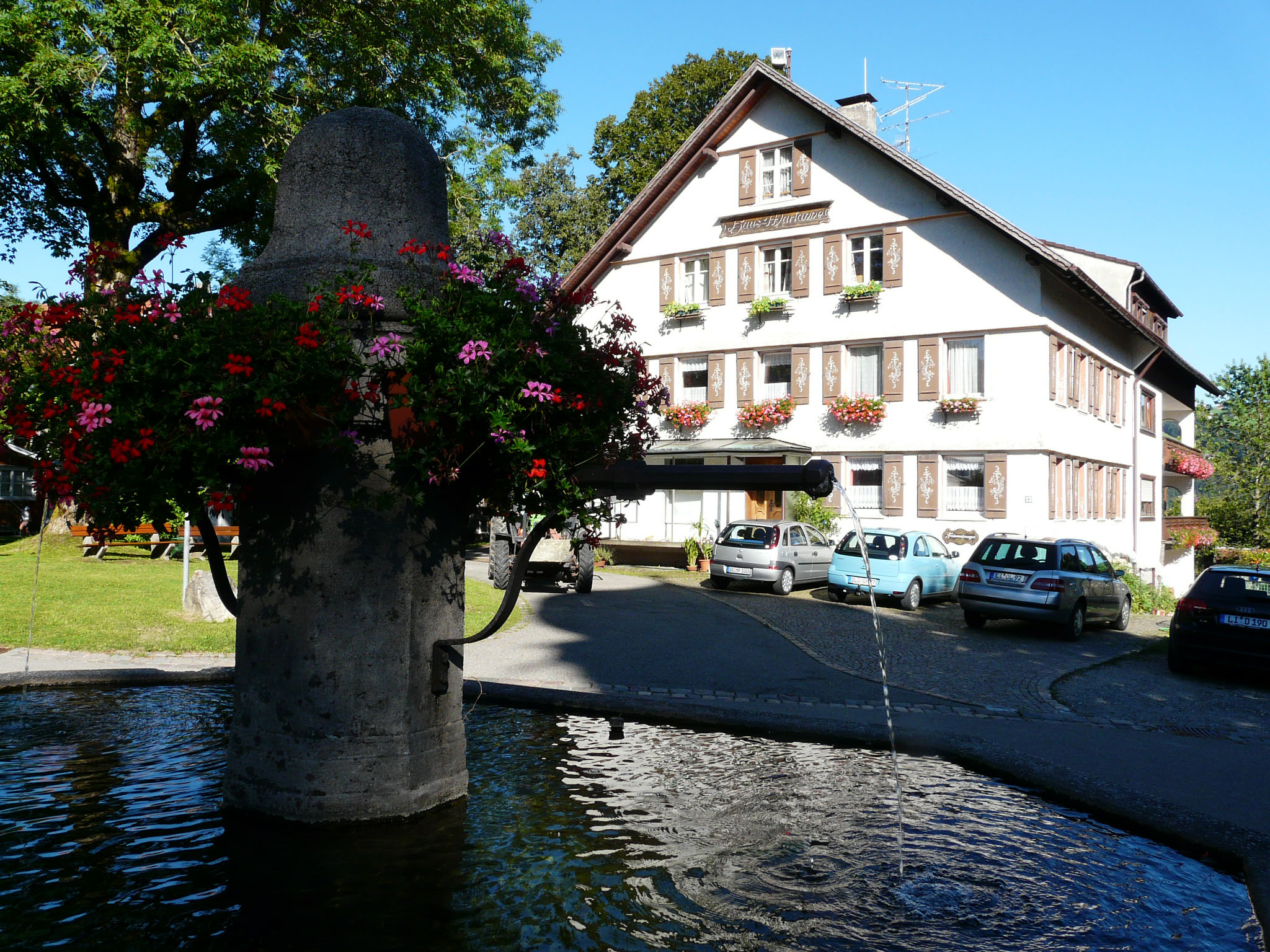

### Ensemble Ortskern Scheffau
Scheffau ist eine Rodung des Klosters St. Gallen und war seit dem Hochmittelalter Teil der Herrschaft Weiler-Altenburg, die 1571 an Österreich kam. Stattliche Höfe sind entlang der vor dem Chor der Pfarrkirche angerartig geweiteten Dorfstraße locker gereiht, der sie teils ihre Giebel-, teils ihre Traufseite zuwenden. Es sind durchweg landschaftstypische, verschindelte Blockbauten mit Klebdächern aus dem 18./19. Jahrhundert. Neuere Bauten (Nrn. 9 1/2, 13) sind der Ortsstruktur angepasst. Aktennummer: E-7-76-125-1.

## Baudenkmäler nach Ortsteilen

### Scheidegg
| Lage                                     | Objekt                                      | Beschreibung | Akten-Nr.     | Bild                                        |
| ---------------------------------------- | ------------------------------------------- | --- | ------------- | ------------------------------------------- |
| Alemannenweg 18 (Standort)               | Ehemaliges Handwerkerhaus                   | verschindelt, mit Flachsatteldach, Ende 18. /Anfang 19. Jahrhundert                                                                   | D-7-76-125-1  | Ehemaliges Handwerkerhaus                   |
| Alemannenweg 26, 28, 30 (Standort)       | Dreigeteiltes ehemaliges Bauernhaus         | verschindelter Blockbau, Giebel verschalt, 1. Hälfte 18. Jahrhundert                                                                  | D-7-76-125-2  | Dreigeteiltes ehemaliges Bauernhaus         |
| Alemannenweg 27 (Standort)               | Wohnhaus                                    | villenartiges massives Gebäude mit Krüppelwalmdach und Elementen des Jugendstils, um 1900. (event. mit Vorgarten?)                    | D-7-76-125-43 | Wohnhaus                                    |
| Bahnhofstraße 50 (Standort)              | Ehemaliges Bauernhaus                       | zweigeschossiger, traufständiger und verschindelter Satteldachbau, Anfang 19. Jahrhundert                                             | D-7-76-125-5  | Ehemaliges Bauernhaus                       |
| Blasenbergstraße 14 (Standort)           | Wohnhaus                                    | zweigeschossiger traufständiger, verschindelter Bau mit Flachsatteldach, im Kern 2. Hälfte 18. Jahrhundert                            | D-7-76-125-6  | weitere Bilder                              |
| Bräuhausstraße 9 (Standort)              | Gewölbekeller des ehemaligen Bräuhauses     | 17./18. Jahrhundert; schmiedeeiserner Ausleger, um 1800.                                                                              | D-7-76-125-7  | Gewölbekeller des ehemaligen Bräuhauses     |
| Färbergasse 4 (Standort)                 | Ehemaliges Färberhaus                       | verschindelter zweigeschossiger Blockbau mit mittelsteilem Satteldach, Ende 18. Jahrhundert                                           | D-7-76-125-9  | Ehemaliges Färberhaus                       |
| Höhenweg 1 (Standort)                    | Katholische Kapelle St. Gallus              | Rechteckbau mit halbrundem Schluss, 1637; mit Ausstattung.                                                                            | D-7-76-125-10 | Katholische Kapelle St. Gallus              |
| Kirchplatz (Standort)                    | Brunnen                                     | Eisenguss, bezeichnet 1904 | D-7-76-125-13 | weitere Bilder                              |
| Kirchplatz 1 (Standort)                  | Katholische Pfarrkirche St. Gallus          | Langhaus und halbrunder Chor 1797/98, wohl nach Entwurf von Johann Georg Specht, Turm 1828; mit Ausstattung.                          | D-7-76-125-12 | weitere Bilder                              |
| Kirchstraße 2 (Standort)                 | Wohnhaus                                    | giebelständiger, verschindelter Satteldachbau, äußere Erscheinung 19. Jahrhundert, im Kern älter (1689 erwähnt).                      | D-7-76-125-14 | Wohnhaus                                    |
| Kirchstraße 3 (Standort)                 | Wohnhaus                                    | dreigeschossiger, verschindelter Satteldachbau, giebelständig, äußere Erscheinung 19. Jahrhundert, im Kern älter (1668 erwähnt).      | D-7-76-125-15 | Wohnhaus                                    |
| Kirchstraße 5 (Standort)                 | Wohnhaus                                    | zweigeschossiger, giebelständiger und verschindelter Bau mit Flachsatteldach, im Kern Mitte 18. Jahrhundert                           | D-7-76-125-16 | Wohnhaus                                    |
| Pfarrweg 2 (Standort)                    | Ehemaliges Kaplanhaus                       | giebelständiger, verschindelter Satteldachbau, 1775.                                                                                  | D-7-76-125-17 | Ehemaliges Kaplanhaus                       |
| Prinzregent-Luitpold-Straße 9 (Standort) | Wohnhaus                                    | giebelständiger, verschindelter Blockbau, Anfang 19. Jahrhundert; Sockeltäfelung der Stube bemalt, bezeichnet 1854.                   | D-7-76-125-18 | Wohnhaus                                    |
| Rathausplatz 6 (Standort)                | Ehemaliges Pfarrhaus                        | jetzt Rathaus, verschindelter zweigeschossiger Blockbau mit Satteldach, von Johann Georg Specht, 1754.                                | D-7-76-125-19 | weitere Bilder                              |
| Sonnenstraße (Standort)                  | Lourdeskapelle                              | 1897 | D-7-76-125-20 | Lourdeskapelle                              |
| Zollstraße (Standort)                    | Kalvarienberg- und Kriegergedächtniskapelle | um 1920/30; mit Ausstattung; Kreuzwegstationen, gleichzeitig.                                                                         | D-7-76-125-25 | Kalvarienberg- und Kriegergedächtniskapelle |
| Zollstraße 2 (Standort)                  | Gasthaus Rössle                             | Neubau mit Schopfwalmdach und reicher Fassadendekoration, 1903/06 von Friedrich von Thiersch.                                         | D-7-76-125-21 | weitere Bilder                              |
| Zollstraße 10 (Standort)                 | Ehemaliges Bauernhaus                       | zweigeschossiger, giebelständiger und verschindelter Satteldachbau, äußere Erscheinung 19. Jahrhundert, im Kern älter (erwähnt 1699). | D-7-76-125-22 | Ehemaliges Bauernhaus                       |
| Zollstraße 21 (Standort)                 | Katholische Kapelle St. Anna                | Rechteckbau mit leicht eingezogenem Chor, im Kern um 1500, im 18. Jahrhundert verändert; mit Ausstattung.                             | D-7-76-125-24 | Katholische Kapelle St. Anna                |

### Aizenreute
| Lage                     | Objekt                      | Beschreibung                                                                                  | Akten-Nr.     | Bild                        |
| ------------------------ | --------------------------- | --------------------------------------------------------------------------------------------- | ------------- | --------------------------- |
| Aizenreute 60 (Standort) | Wohnteil eines Bauernhauses | zweigeschossiger verschindelter Blockbau mit Flachsatteldach, Ende 17./Anfang 18. Jahrhundert | D-7-76-125-26 | Wohnteil eines Bauernhauses |

### Bieslings
| Lage                   | Objekt              | Beschreibung                                                | Akten-Nr.     | Bild                |
| ---------------------- | ------------------- | ----------------------------------------------------------- | ------------- | ------------------- |
| Bieslings 4 (Standort) | Katholische Kapelle | massiver Rechteckbau mit Dachreiter, 1840; mit Ausstattung. | D-7-76-125-27 | Katholische Kapelle |

### Böserscheidegg
| Lage                        | Objekt                           | Beschreibung                                         | Akten-Nr.     | Bild                             |
| --------------------------- | -------------------------------- | ---------------------------------------------------- | ------------- | -------------------------------- |
| Böserscheidegg 2 (Standort) | Katholische Kapelle St. Antonius | kleiner massiver Rechteckbau, 1710; mit Ausstattung. | D-7-76-125-28 | Katholische Kapelle St. Antonius |

### Ebenschwand
| Lage                      | Objekt                        | Beschreibung                                                    | Akten-Nr.     | Bild           |
| ------------------------- | ----------------------------- | --------------------------------------------------------------- | ------------- | -------------- |
| In Ebenschwand (Standort) | Katholische Kapelle Herz Jesu | kleiner Rechteckbau mit halbrundem Chor, 1921; mit Ausstattung. | D-7-76-125-29 | weitere Bilder |

### Katzenmühle
| Lage                     | Objekt          | Beschreibung                                                                    | Akten-Nr.     | Bild            |
| ------------------------ | --------------- | ------------------------------------------------------------------------------- | ------------- | --------------- |
| Katzenmühle 1 (Standort) | Ehemalige Mühle | sogenannte Katzenmühle, verschindelter Blockbau mit Satteldach, 18. Jahrhundert | D-7-76-125-31 | Ehemalige Mühle |

### Oberschwenden
| Lage                       | Objekt                                | Beschreibung | Akten-Nr.     | Bild                                  |
| -------------------------- | ------------------------------------- | --- | ------------- | ------------------------------------- |
| Oberschwenden 1 (Standort) | Prinzregent-Luitpold-Kinderheilstätte | mehrflügelige Anlage, in modern-sachlichen Formen, 1912–16 von Oskar Delisle und Bernhard Ingwersen; Wohntrakt dreigeschossig auf abgewinkeltem Grundriss, mit Eckrisaliten, zurückgestuften Liegeterrassen, Eingangsvorbau und zentraler Treppenhalle; Wohnhaus (früher Nr. 70 a), freistehender Halbwalmdachbau, gleichzeitig; Trafohäuschen, massiver Zeltdachbau, gleichzeitig. | D-7-76-125-32 | Prinzregent-Luitpold-Kinderheilstätte |

### Schalkenried
| Lage                       | Objekt                          | Beschreibung                                  | Akten-Nr.     | Bild                            |
| -------------------------- | ------------------------------- | --------------------------------------------- | ------------- | ------------------------------- |
| In Schalkenried (Standort) | Katholische Kapelle St. Martina | hölzerner Rechteckbau, 1703; mit Ausstattung. | D-7-76-125-33 | Katholische Kapelle St. Martina |

### Scheffau
| Lage                      | Objekt                                                    | Beschreibung | Akten-Nr.     | Bild                                                      |
| ------------------------- | --------------------------------------------------------- | --- | ------------- | --------------------------------------------------------- |
| Kirchenanger 1 (Standort) | Pfarrhaus                                                 | verschindelter Satteldachbau, 18. Jahrhundert; Kruzifix, 18. Jahrhundert                                                                                            | D-7-76-125-35 | Pfarrhaus                                                 |
| Kirchenanger 2 (Standort) | Katholische Pfarrkirche St. Martin                        | Langhaus, eingezogener Chor und Turm, Ende 17. und 2. Hälfte 18. Jahrhundert; mit Ausstattung.                                                                      | D-7-76-125-34 | Katholische Pfarrkirche St. Martin                        |
| Scheffau 4 (Standort)     | Wohnteil einer ehemaligen Schmiede                        | zweigeschossiger Blockbau zum Teil verschindelt, mit Flachsatteldach, im Kern noch 18. Jahrhundert                                                                  | D-7-76-125-36 | Wohnteil einer ehemaligen Schmiede                        |
| Scheffau 5 (Standort)     | Bauernhaus                                                | sogenannter Kreuzhof, langgestreckter, verschindelter zweigeschossiger Bau mit aufgesteiltem Satteldach, im Kern um 1700, Ende 19. Jahrhundert erneuert.            | D-7-76-125-38 | Bauernhaus                                                |
| Scheffau 9 a (Standort)   | Ehemaliges Austragshaus                                   | zweigeschossiges Kleinstbauernhaus in Blockbauweise mit steilem Satteldach, wohl 19. Jahrhundert                                                                    | D-7-76-125-42 | Ehemaliges Austragshaus                                   |
| Scheffau 11 (Standort)    | Wohnteil eines ehemaligen Bauernhauses mit Gastwirtschaft | zweigeschossiger verschindelter Blockbau mit hohem Kniestock, mittelsteilem Satteldach und Quergiebel, im Kern 18. Jahrhundert, 1. Hälfte 19. Jahrhundert erneuert. | D-7-76-125-39 | Wohnteil eines ehemaligen Bauernhauses mit Gastwirtschaft |
| Sonnenwinkel 2 (Standort) | Bauernhaus                                                | zweigeschossiger verschindelter Blockbau mit mittelsteilem Satteldach, 18. Jahrhundert                                                                              | D-7-76-125-37 | Bauernhaus                                                |

### Unterstein
| Lage                     | Objekt                       | Beschreibung                                                                     | Akten-Nr.     | Bild                         |
| ------------------------ | ---------------------------- | -------------------------------------------------------------------------------- | ------------- | ---------------------------- |
| In Unterstein (Standort) | Kapelle St. Anna und Joachim | rechteckiger, zum Teil verschindelter Holzbau, 19. Jahrhundert; mit Ausstattung. | D-7-76-125-40 | Kapelle St. Anna und Joachim |

## Ehemalige Baudenkmäler
In diesem Abschnitt sind Objekte aufgeführt, die früher einmal in der Denkmalliste eingetragen waren, jetzt aber nicht mehr. Objekte, die in anderem Zusammenhang also z. B. als Teil eines Baudenkmals weiter eingetragen sind, sollen hier nicht aufgeführt werden. Aktennummern in diesem Abschnitt sind ehemalige, jetzt nicht mehr gültige Aktennummern.

| Lage                                   | Objekt                                 | Beschreibung                                                           | Akten-Nr.    | Bild                                   |
| -------------------------------------- | -------------------------------------- | ---------------------------------------------------------------------- | ------------ | -------------------------------------- |
| Scheidegg Alte Salzstraße 4 (Standort) | Wohnteil eines ehemaligen Bauernhauses | dreigeschossiger verschindelter Satteldachbau, im Kern 18. Jahrhundert | D-7-76-125-3 | Wohnteil eines ehemaligen Bauernhauses |

## Abgegangene Baudenkmäler
In diesem Abschnitt sind Objekte aufgeführt, die früher einmal in der Denkmalliste eingetragen waren, jetzt aber nicht mehr existieren, z. B. weil sie abgebrochen wurden. Aktennummern in diesem Abschnitt sind ehemalige, jetzt nicht mehr gültige Aktennummern.

| Lage                             | Objekt                    | Beschreibung                                                                | Akten-Nr.     | Bild                      |
| -------------------------------- | ------------------------- | --------------------------------------------------------------------------- | ------------- | ------------------------- |
| Scheidegg Hummelweg 2 (Standort) | Ehemaliges Handwerkerhaus | zweigeschossiger verschindelter Blockbau mit mittelsteilem Satteldach, 1767 | D-7-76-125-11 | Ehemaliges Handwerkerhaus |